# Даниленко Олександр Вікторович
Олександр Вікторович Даниленко (нар. 3 липня 1978, м. Київ) — український історик, доктор історичних наук, професор, завідувач кафедри історії зарубіжної україністики історичного факультету Київського національного університету імені Т. Г. Шевченка.

## Біографія
Народився 3 липня 1978 році у м. Києві в сім'ї історика Віктора Михайловича Даниленка.
У 1985—1991 році навчався у київський середній загальноосвітній школі № 200, а у 1991—1995 роках — у київський середній загальноосвітній школі № 87. Брав участь в олімпіадах з географії, історії, хімії. Відвідував гуртки східних єдиноборств, футболу, баскетболу, гандболу. Зі шкільних років є палким вболівальником київського «Динамо».
Протягом 1995—2000 років навчався у Київському національному університеті імені Тараса Шевченка.
У 1998 року за програмою обміну навчався в університеті м. Тампере (Фінляндія).
У 2000—2003 роках навчався в аспірантурі Київського  національного університету імені Тараса Шевченка.
У 2002 році перебував на навчанні у літній школі Українського наукового інституту Гарвардського університету (США).
У Київському національному університеті імені Тараса Шевченка: з 2001 року — асистент, з 2006 року — доцент, з 2015 року — професор кафедри української історії та етнополітики, з 2017 року — завідувач кафедри історії зарубіжної україністики.

## Наукові інтереси
Сфера наукових інтересів: історія української культури, освіти, науки, інтелігенції, української еміграції і діаспори, міжнаціональних і міжнародних зв'язків і відносин.
Кандидатська дисертація: «Український громадський комітет в Чехословаччині (1921-1925 рр.)» (науковий керівник — професор Анатолій Олександрович Буравченков (2004), докторська дисертація «Відносини УСРР з європейськими країнами в соціальній, економічній та культурній сферах (1919-1929 рр.)» (2012).
Цікавиться історичною літературою, психологією, філософією, іноземними мовами.

## Основні праці
- Короткий історичний словник / Даниленко В. М., Кокін С. А., Слюсаренко А. Г., Даниленко О. В. — Запоріжжя: Прем'єр, 2001. — 320 с. — ISBN: 966-7529-53-3.
- Роль українського громадського комітету у створенні Української господарської Академії в Чехословаччині (поч. 20—х рр. ХХ ст.) // Часопис української історії: Зб. наук. статей. — Київ: Книги-ХХІ, 2004. — Вип. 1. — С. 52-58.
- Формування українського емігрантського середовища в Чехословаччині (1920-і рр.) // Часопис української історії: Зб. наук. ст. — Київ: Книги-ХХІ, 2006. — Вип.4. — С. 104—112.
- Діячі науки і культури України: нариси життя та діяльності. — Київ, 2007 (у співавт.).
- Історія України від найдавніших часів до сьогодення. Збірник документів і матеріалів [Архівовано 10 січня 2018 у Wayback Machine.] / За заг. ред. А. П. Коцура, Н. В. Терес. — Київ-Чернівці: Книги—XXI, 2008. — 1100 с. — ISBN 978-966-2147-07-0.
- Відносини Української СРР з європейськими країнами (1920-ті роки): монографія / О. В. Даниленко, Київський національний університет імені Тараса Шевченка. — Київ: б. в., 2011. — 352 с. — ISBN 547-916-8301-12-4.
- Історія Київського університету: монографія / І. В. Верба, О. В. Вербовий, Т. Ю. Горбань, О. В. Даниленко та ін.; кер. авт. кол. В. Ф. Колесник. — Київ: ВПЦ Київський університет», 2014. — 895 с.